# American bar

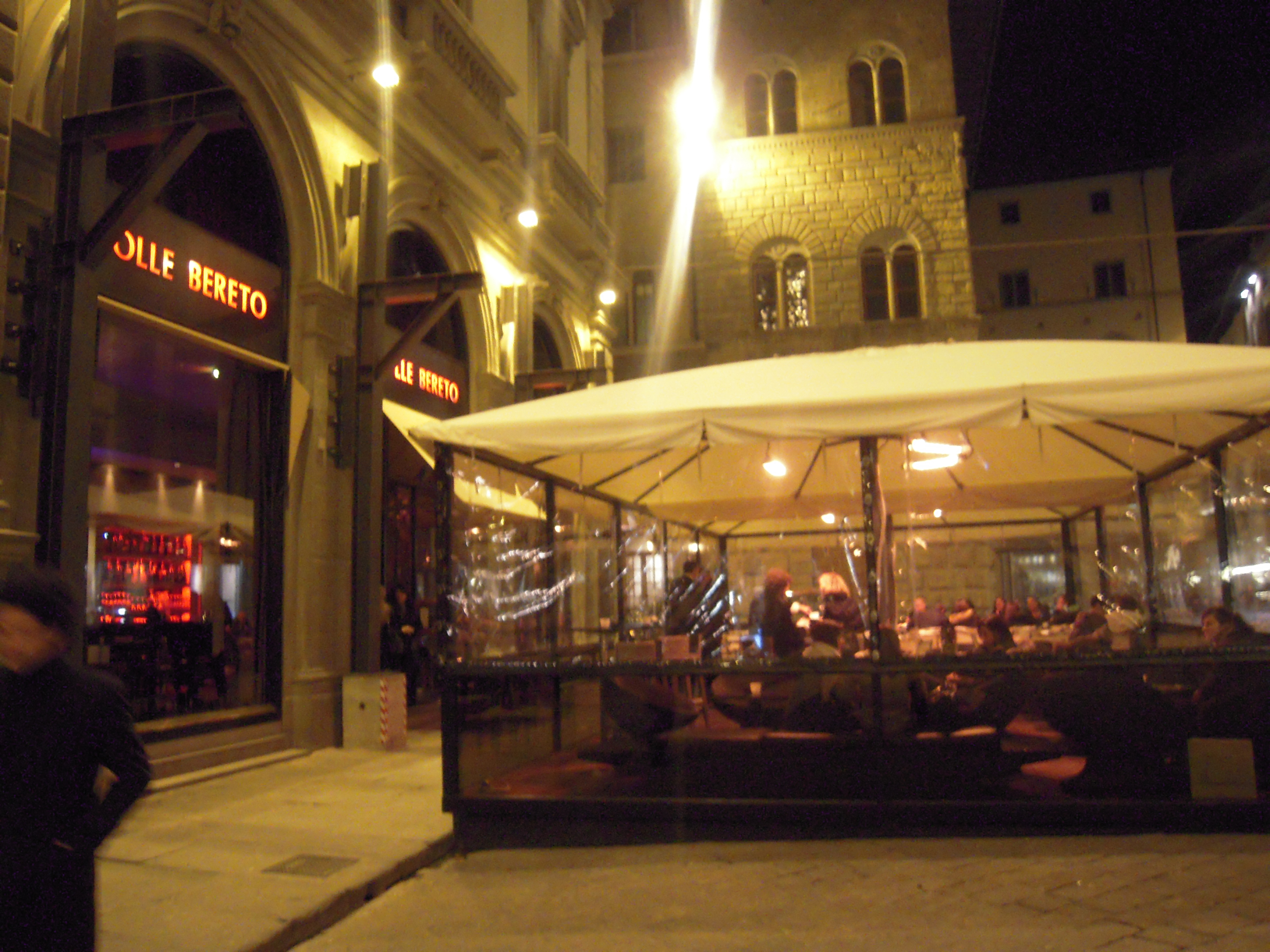
American Bar a Firenze

Con il nome di american bar vengono designati quei locali in cui si consumano principalmente cocktail.
All'interno vi lavora quasi sempre un professionista ed essi costituiscono il top dei bar per la degustazione di alcolici, vini e cocktail.
In maniera errata si tende a chiamare american bar un locale elegante che serve esclusivamente cocktail.
In realtà, l'american bar ha precise regole:
- il banco bar è circolare per permettere di servire i clienti a 360 gradi;
- il personale che ci lavora è altamente qualificato con numerosi corsi e aggiornamenti;
- generalmente, un american bar si trova all'interno di grandi hotel o di casinò.

Il termine iniziò a diffondersi negli anni trenta del XX secolo, quando i cocktail diventarono popolari negli Stati Uniti: il 5 dicembre 1933, infatti, con l'approvazione del XXI emendamento, si concluse l'era proibizionista e il mercato dei liquori trasse nuova linfa proprio dalle bevande miscelate. Rapidamente la moda si diffuse in Europa, dove numerosi gestori di bar ribattezzarono american bar i locali dedicati alla vendita di cocktail.
Il più antico american bar in Europa è quello del Savoy Hotel di Londra: esso fu aperto nel 1898, quando furono introdotti i cocktail nella capitale britannica. Negli anni venti il barman Harry Craddock vi inventò il cocktail White lady.